# Горбачі (Золочівський район)
Горбачі́ — село в Україні, у Буській міській територіальній громаді Золочівського району Львівської області. Населення становить 180 осіб. 